# Pári
Pári (németül: Paar) község Tolna vármegyében, a Tamási járásban.

## Fekvése
Tamásitól 6 kilométerre fekszik dél-délnyugati irányban, a Koppány völgyében. Mindössze két további települési szomszédja van: dél felől Gyulaj, nyugat felől pedig Nagykónyi.

### Megközelítése
Északi külterületei között áthalad a 61-es főút, központja vonatkozásában azonban zsáktelepülésnek tekinthető: közúton csak a főútból Tamási nyugati határszélén dél felé kiágazó, közel 5 kilométer hosszú, 65 153-as számú mellékúton érhető el. Vonattal a 49-es számú Dombóvár–Lepsény-vasútvonalon lehetett megközelíteni, azonban 1990. április 2-án a vonal települést érintő déli szakaszán megszűnt a forgalom és a síneket is felszedték, a sínek helyén 2009-ben a település és Tamási között bicikliút épült.

## Története
Pári 1984 és 2006 között Tamási része volt. A köztársasági elnök 2003-ban hozott határozata alapján 2006. október elsejétől ismét önálló község.
A településről már a 14. században említést tesznek pápai adókönyvek, de nevét feltehetően a 16. század közepén itt élt nemesek, Johann és Simon Paari után kapta.
Az 1600-as évektől a török elől északra húzódó rácok (szerbek) éltek a mai falu közepén, melynek bizonyítékai a később meglelt épületmaradványok és az ún. rác temető.
A település melletti Koppány folyó évszázadokon át a helyi vízimalom működtetését szolgálta. Egykor igen gazdag volt halban, de a feljegyzések megemlítik az itt élő nagyszámú vadkacsa-, sőt vidra állományt is.
Egy 1865-ös jegyzői leírás említést tesz arról, hogy a falut délnyugatról körülölelő dombokon egykori földvár nyomait fedezzék fel.
A török uralom után elnéptelenedett Páriba is németek települtek 1726-ban a Fekete-erdő és Baden-Württemberg területéről, akik kitartó szorgalommal és kemény munkával tették megélhetővé az elhanyagolt területeket. A mezőgazdaság és kézművesség egészen a kitelepítésig virágzott. Pári és a környező erdő az Esterházyak tulajdonában volt a 17. század végétől.
Már ekkor is nevezetesnek számított vadaskertjéről, amely számos szarvas, dám, őz és vaddisznó élőhelye volt.
Az I. és II. világháború során komoly veszteségek érték a Páriban élő családokat is. Az 1945-ben kényszermunkára hurcolt, illetve a három évvel később kitelepített németajkúak többsége soha nem térhetett vissza szeretett szülőfalujába. Házaikba felvidéki magyar családokat telepítettek.
1984-ben Párit a szomszédos Tamási városhoz csatolták, önállóságát a helyi lakosság kezdeményezésére 2006-ban nyerte vissza.
2009-ben a megszűnt Dombóvár–Lepsény-vasútvonal nyomvonalán Pári és Tamási között kerékpárút épült.

## Közélete

### Polgármesterei
- 2006–2010: Gere Zoltán (független)[4]
- 2010–2013: Gere Zoltán (független)[5]
- 2013–2014: Farkas Jánosné (független)[6]
- 2014–2019: Farkas Jánosné (független)[7]
- 2019–2024: Glück Róbert (független)[8]
- 2024– : Glück Róbert (független)[1]

A településen 2013. július 7-én időközi polgármester-választást tartottak, az előző polgármester lemondása miatt.

## Népesség
A település népességének változása:
| Lakosok száma | 631  | 624  | 622  | 597  | 613  | 579  | 575  |
|               | 2013 | 2014 | 2015 | 2021 | 2022 | 2023 | 2024 |

A 2011-es népszámlálás során a lakosok 91,8%-a magyarnak, 27,6% cigánynak, 27,6% németnek mondta magát (6,9% nem nyilatkozott; a kettős identitások miatt a végösszeg nagyobb lehet 100%-nál). A vallási megoszlás a következő volt: római katolikus 77,1%, református 1,2%, evangélikus 0,3%, felekezeten kívüli 9% (12,5% nem nyilatkozott).
2022-ben a lakosság 90%-a vallotta magát magyarnak, 23% cigánynak, 13,9% németnek, 0,2% románnak, 1,5% egyéb, nem hazai nemzetiségűnek (8% nem nyilatkozott; a kettős identitások miatt a végösszeg nagyobb lehet 100%-nál). Vallásuk szerint 55,8% volt római katolikus, 1,1% református, 0,3% evangélikus, 0,2% görög katolikus, 0,2% ortodox, 1,5% egyéb keresztény, 1,1% egyéb katolikus, 11,3% felekezeten kívüli (28,4% nem válaszolt).

## Külső hivatkozások
- Pári honlapja